# Músculo supraespinoso
El músculo supraespinoso es un músculo piramidal que se encuentra en la región posterosuperior del hombro, en la fosa supraespinosa de la escápula; de forma triangular.
Lo inerva el nervio supraescapular, con aportes nerviosos de C4, C5 y C6, mayoritariamente de C5.

## Origen e inserción
Se origina en la fosa supraespinosa de la escápula (u omóplato), y el tendón pasa por debajo del acromion y se fija en la punta de la tuberosidad mayor del húmero (antiguamente troquiter). Aprovecha la bolsa subdeltoidea (la cual está encima de su tendón) para no rozar con el acromion. Es un músculo profundo (no se puede palpar fácilmente) que está cubierto en gran parte por el trapecio.

## Función
Realiza un movimiento de abducción de la articulación escapulohumeral (cuando se realiza con cargas livianas y con poca velocidad). Antiguamente se pensaba que era el músculo que iniciaba la abducción del hombro, pero estudios recientes han demostrado que tanto el deltoides como el supraespinoso están activos desde el inicio del mismo.
Aunque, si es cierto que, durante la lesión del deltoides, este solo será capaz de separar el brazo 15° aproximadamente.

Músculo supraespinoso, animación.
Vista anterior del músculo supraespinoso en movimiento.
Diagrama de la articulación del hombro humano, vista frontal